# Gare de Mauléon
La gare de Mauléon est une ancienne gare ferroviaire française, établie sur la ligne de Puyoô à Mauléon. Elle est située sur le territoire de la commune de Mauléon-Licharre, dans le département des Pyrénées-Atlantiques, en région Nouvelle-Aquitaine.

## Situation ferroviaire
Établie à 140 mètres d'altitude, la gare de Mauléon est située au point kilométrique (PK) 315,872 de la ligne de Puyoô à Mauléon, dont elle constitue l'aboutissement.

## Histoire
Un embranchement de la ligne de Puyoô à Saint-Palais, vers Mauléon, est déclaré d'utilité publique le 28 juillet 1881. Les travaux seront concédés à la Compagnie du Midi le 9 juin 1883. La ligne est ouverte le 11 avril 1887. Un transpyrénéen devait également voir le jour, mais le projet n'a jamais abouti malgré les nombreux tracés proposés.
La gare est par la suite rejointe par un tramway vers Oloron et Pau, qui sera fermé dans les années 1930.
La ligne vers Puyoô (ainsi que la gare de Mauléon) est fermée aux voyageurs le 2 mars 1968, puis aux marchandises le 1er avril 1989.